# ヴィンセント・ヴァン・パタン
ヴィンセント・ヴァン・パタン（Vincent Van Patten、1957年10月17日 - ）は、アメリカ合衆国の俳優、テニス選手、ポーカープレイヤー。
日本では三菱自動車のトレディア（1982年3月～1987年）のイメージキャラクターに起用された。

## 出演作品
- ベスト・ショット
- 900万ドルの脱獄囚
- ベイウォッチ
- 殺人軍団ダーティ・ミッション／特攻大作戦3
- マリブ・ビーチ／夏の約束
- ヘルナイト
- バイオレンス・チェイサー／無法砂漠の殺人遊戯
- ロックンロール・ハイスクール
- イエスタデイ
- さらばバルデス
- インディアン大襲撃／突撃!荒野の騎兵隊